# 朱滄鼇
朱滄鼇，字策六，貴州省貴陽府貴築縣人，清朝政治人物、同進士出身。
光緒二十四年（1898年）戊戌科進士，三甲七十七名，同年五月，著交吏部掣签分发各省，以知县即用，任四川知縣。